# Mesqel
Mesqel (ge'ez: መሰቀል, français: Fête de la Vraie Croix) est une fête célébrée le 27 septembre par l'Église éthiopienne orthodoxe et par l'Église érythréenne orthodoxe. Célébrée depuis plus de 1600 ans en Éthiopie, elle commémore la découverte de la Vraie Croix par l'Impératrice Hélène.

## La cérémonie
Durant la cérémonie, le demera, un grand bûcher recouvert d'herbes et de fleurs jaunes est allumé. En effet, l'Impératrice Hélène aurait eu une révélation durant un rêve par lequel elle fut amenée à allumer un bûcher dont la fumée lui indiquerait l'endroit où la Vraie Croix a été enterrée. Elle ordonna donc à la population de Jérusalem de préparer le bûcher auquel on ajouta de l'encens, il fut ensuite allumé. La fumée s'éleva vers le ciel et se dirigea vers le sol à l'endroit précis où la Vraie Croix avait été enterrée.  
Des fagots sont vendus en ville, pour apporter à un bucher collectif (devant église, place de quartier, dans la rue...) ou pour devant la maison. Le bûcher le plus imposant est allumé à Addis-Abeba sur Mesqel adebabay (Mesquel Square sur les plans). 
La veille de la cérémonie, le travail s'arrête vers 14h, car le jour de Mesquel est férié. 
Les « fleurs jaunes » sont un type de marguerite qui poussent naturellement et en grands bosquets autour de Addis Abebba et sont fleuries à cette période. On les appelle aussi « fleur de Mesquel ».   
Le bûcher est allumé soit la veille au soir soit le jour même, selon les traditions locales. Après que le bûcher s'est éteint, les cendres sont utilisées par les fidèles afin de marquer leur front du signe de la croix, pratique rappelant le Mercredi des Cendres.  
Selon Edward Ullendorff, le terme de Demera peut avoir diverses significations, certains pensent qu'il «marque l'acte ultime lors de l'annulation des pêchés, d'autres estiment que la direction de la fumée et l'effondrement du tas indique le cours des événements à venir - tout comme le nuage de fumée du Seigneur au-dessus du tabernacle suggérait la direction aux enfants d'Israël (Exode 40:34-38)» 
Selon la tradition éthiopienne, une partie de la Vraie Croix a été amenée en Éthiopie où elle serait gardée sur l'Amba Geshen, mont lui-même en forme de croix; ainsi, Mesqel est une fête particulièrement importante dans le calendrier religieux éthiopien.
Selon l'Église érythréenne, la découverte de la Vraie Croix s'est produite durant le mois de mars mais Mesqel fut déplacée en septembre afin d'éviter que la célébration ait lieu pendant le Carême, par ailleurs l'église à Jérusalem commémorant la Vraie Croix fut consacré en septembre. Selon, Ullendorff, Mesqel aurait remplacé une autre fête, liée à des traditions païennes et hébraïques, qui aurait été reconnue comme chrétienne au XIVe siècle, peut-être durant le règne d'Amda Seyon. Mesqel serait liée au changement de saison, tout comme la fête de tradition hébraïque. En effet, le 27 septembre correspond au 17 Meskerem du calendrier éthiopien, or «Meskerem marque la fin de la saison des pluies, la reprise du travail, et la réouverture des communications».